# Алфа Ромео Джулия
Алфа Ромео Джулия е италиански среден седан произвеждан от италианския автомобилен производител Алфа Ромео от 1962 до 1977.

## История
В началото на 60-те години след успеха на Алфа Ромео Жулиета се взема решение за ъздаване на нов седан, който да се намеси на пазарите в Европа и при евентуални големи успехи да бъде изнасян и за други пазари. Автомобилът е представен на 27 юни през 1962. Дизайнът на автомобила е на Джузепе Скарнати. Моделът подчертава индустриалния успех на цяла Италия от 60-те и 70-те години.

## Производство
От седана Алфа Ромео Джулия са произведени през всичките години общо 572 646 екземпляра.